# Loreto Aprutino
Loreto Aprutino ist eine italienische Gemeinde mit 7050 Einwohnern in der Provinz Pescara in der Region Abruzzen.
Die Nachbargemeinden sind: Catignano, Civitaquana, Civitella Casanova, Collecorvino, Moscufo, Penne, Pianella und Picciano.

## Sehenswürdigkeiten

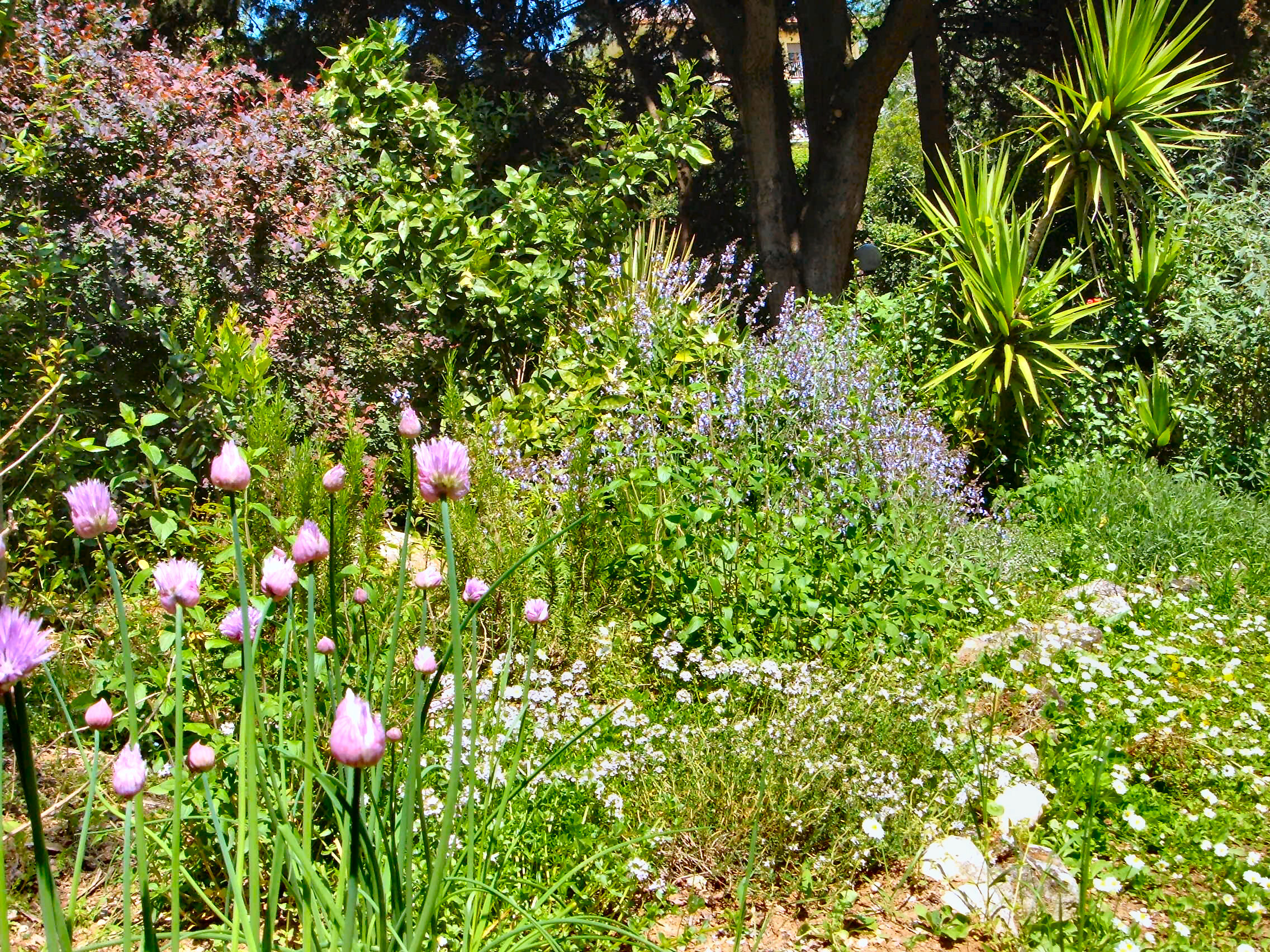
Im botanischen Garten „Villa dei Ligustri“

In der Nähe des Stadtzentrums befindet sich die „Villa dei Ligustri“, ein sehr schöner botanischer Garten mit vielen verschiedenen Pflanzenarten.

## Weinbau
In der Gemeinde werden Reben der Sorte Montepulciano für den DOC-Wein Montepulciano d’Abruzzo angebaut.

## Sport
Am 24. Mai 1994 endete die 3. Etappe des Giro d’Italia 1994 in Loreto Aprutino mit dem Sieg von Gianni Bugno.

## Söhne und Töchter der Gemeinde
- Giacomo Acerbo (1888–1969), Agrarwissenschaftler und faschistischer Politiker
- Giuseppe Walter Maccotta (1915–2006), Diplomat